# Енн Дорваль
Енн Дорваль (англ. Anne Dorval; нар. 8 листопада 1960, Руен-Норанда, Квебек) — франко-канадська акторка телебачення, театру та кіно. Відома роботою з Ксав'є Доланом. З'являється в чотирьох його фільмах: «Я вбив свою маму» (2009), «Уявне кохання» (2010), «Лоранс у будь-якому випадку» (2012) і «Мамочка» (2014). Отримала дві премії «Жемо» за свою роботу на телебаченні.

## Життєпис
Народилася 8 листопада 1960 року в місті Норанда, на півночі Квебеку. Дорваль виросла в місті Труа-Рів'єр, де з раннього віку почала грати в театрі.. Здобула освіту в Cégep de Trois-Rivières і Drama Conservatory of Montreal.
Перед тим як стати відомою в 1985 році, зіграла приблизно в 30 театральних постановках, 20 телесеріалах і телефільмах і в десятці широкоформатних фільмів. Крім того, вона є акторкою дубляжу: озвучила приблизно 80 персонажок. Також відома як французько-канадська акторка озвучення фільмів англійською.
Відома в Канаді появами в Квебецьких телесеріалах «Le Coeur a ses raisons» і «Les Parent». Вона також з'являлася в інших серіалах, таких як «Chambres en ville», «Virginie», «Paparazzi» та «Rumeurs» і у фільмі "Montréal vu par».
У 2010 році на Міжнародному кінофестивалі Палм-Спрінгс вона отримала приз за найкращу жіночу роль у фільмі «Я вбив свою маму».
Кожну суботу о 13:00 з Марком Лабре веде програму на Канадському Радіо.

## Особисте життя
Енн Дорваль була одружена з актором Марком-Андре Коалльє, з яким має двох дітей. Зараз з дітьми живе у Монреалі.

## Фільмографія
| Рік       |    | Українська назва            | Оригінальна назва                    | Роль                          |
| --------- | -- | --------------------------- | ------------------------------------ | ----------------------------- |
| 1989—1996 | с  |                             | Chambres en ville                    | Лола Корбей                   |
| 1990      | ф  |                             | Ding et Dong                         | Жоель                         |
| 1991      | ф  | Історії Монреаля            | Montréal vu par...                   | Сара                          |
| 1992      | ф  |                             | Montréal rétro                       |                               |
| 1996—2002 | с  |                             | Virginie                             | Люсі Шабо                     |
| 1997      | тф |                             | L'enfant des Appalaches              | Майна                         |
| 1997      | с  | Папарацці                   | Paparazzi                            | Джоселін Ламарр               |
| 2000      | с  |                             | Le grand blond avec un show sournois | оглядачка                     |
| 2002      | с  | Чутки                       | Rumeurs                              | Валері                        |
| 2004      | с  |                             | Grande ourse                         | Кетрін Лапланте               |
| 2005      | с  |                             | Détect inc.                          | Сінтія                        |
| 2006      | ф  | Таємне життя щасливих людей | La vie secrète des gens heureux      | Флоренс                       |
| 2005—2007 | с  | У серця є свої причини      | Le coeur a ses raisons               | Крікет Роквелл / Ешлі Роквелл |
| 2008      | с  |                             | Chez Jules                           | Діана                         |
| 2008—2014 | с  | Батьки                      | Les Parent                           | Наталі Рівард                 |
| 2008      | ф  |                             | Serveuses demandées                  | мати Мілагро                  |
| 2009      | ф  |                             | Grande ourse - La clé des possibles  | Кетрін Лапланте               |
| 2009      | ф  | Я вбив свою маму            | J'ai tué ma mère                     | Шанталь Леммінг               |
| 2010      | ф  | Уявне кохання               | Les amours imaginaires               | мати Ніколя                   |
| 2011      | ф  |                             | Le sens de l'humour                  | Стефані                       |
| 2012      | ф  | Лоранс у будь-якому випадку | Laurence Anyways                     | Марте Дельтейль               |
| 2012—2013 | с  |                             | Les Bobos                            | Сандрін                       |
| 2014      | ф  | Мамочка                     | Mommy                                | Діана                         |
| 2014      | ф  | Чудо                        | Miraculum                            | Евелін                        |
| 2014      | мф |                             | Le Coq de St-Victor                  | Флоренс (голос)               |
| 2016      | ф  | Лагодити живих              | Réparer les vivants                  | Клер Межо                     |
| 2016—2018 | с  |                             | Bye-Bye                              |                               |
| 2017      | ф  | Заздрісниця                 | Jalouse                              | Софі                          |
| 2018      | с  |                             | Léo                                  | Джессіка                      |
| 2018      | ф  |                             | 14 jours, 12 nuits                   | Ізабель Бродюр                |